# جین یان (بازیکن فوتبال)
جین یان (انگلیسی: Jin Yan؛ زادهٔ ۲۷ ژوئیهٔ ۱۹۷۲) بازیکن فوتبال اهل چین است.
وی همچنین در تیم ملی فوتبال زنان چین بازی کرده‌است.